# Hypolimnas antiopa
Hypolimnas antiopa är en fjärilsart som beskrevs av Müller 1774. Hypolimnas antiopa ingår i släktet Hypolimnas och familjen praktfjärilar. Inga underarter finns listade i Catalogue of Life.